# Borgward-Kuhnke-Lotus

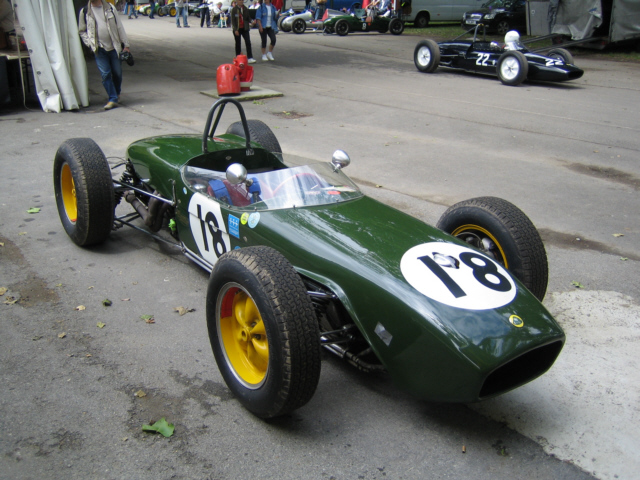
Ein Lotus 18

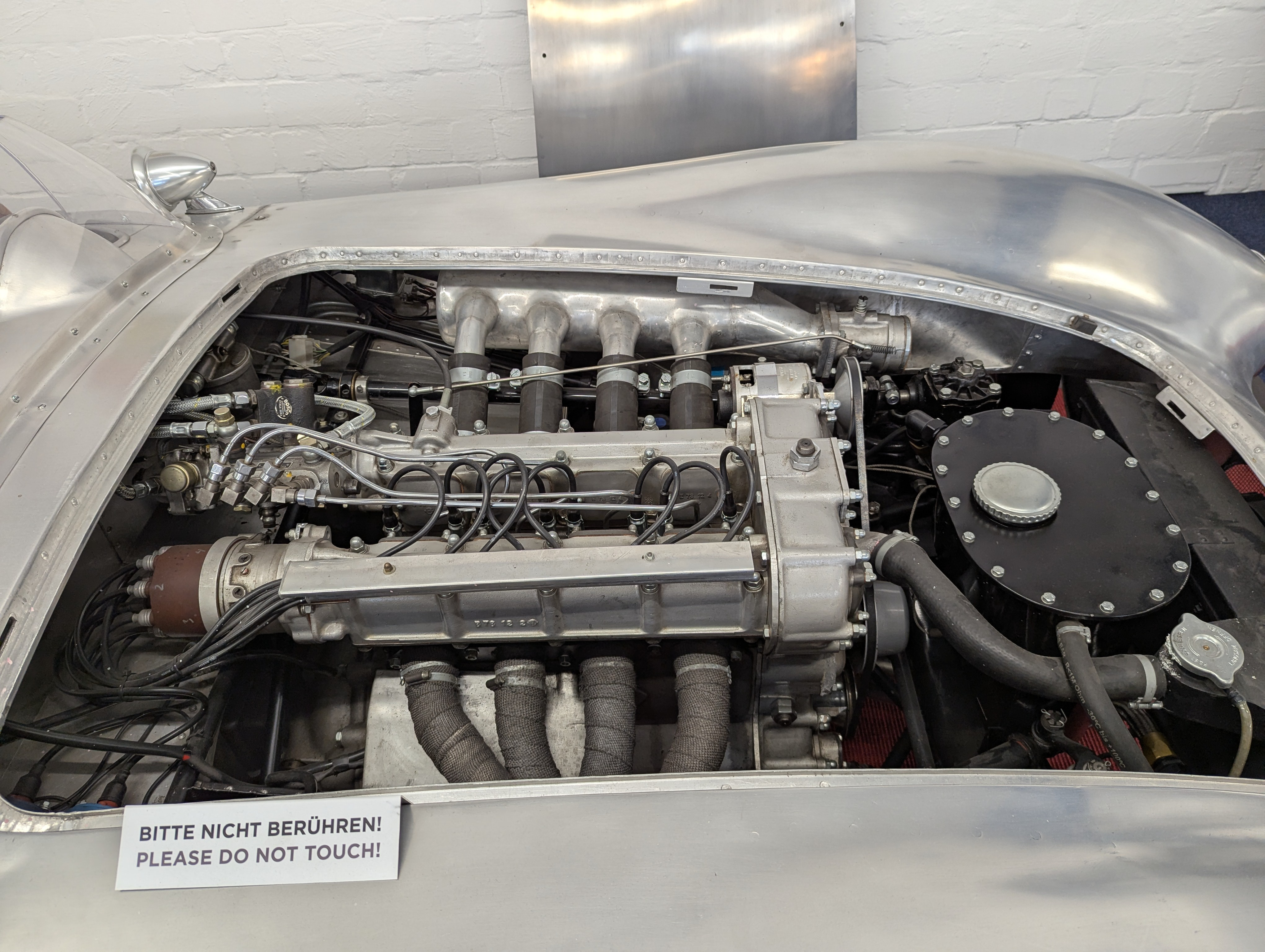
Borgward RS mit Motor

Borgward-Kuhnke-Lotus (auch: B.K.L. oder BKL) war ein von Kurt Kuhnke (1910–1969) geführtes deutsches Motorsportteam, das in den frühen 1960er-Jahren bei mehreren Rennen einen Lotus 18 mit Borgward-RS-Motor an den Start brachte.

## Der Lotus-Borgward
Einsatzfahrzeug des Teams B.K.L. war ein Lotus 18. Das 1959 in Großbritannien entwickelte Fahrzeug war der erste von Colin Chapman konstruierte Rennwagen, der einen Heckmittelmotor aufwies. Er gilt als Meilenstein der Motorsportgeschichte: Er war extrem leicht, konzentrierte die Massen in der Mitte des Fahrzeugs und war leicht an verschiedene Motoren anzupassen. Der 18 entstand in etwa 150 Exemplaren und wurde ab 1959 von einigen Fahrern in der Formel 1, der Formel 2 und der Formel Junior gemeldet.
Der deutsche Automobilhersteller Borgward hatte 1957 für den Borgward RS einen 1500-Kubik-Vierzylindermotor mit 16 Ventilen für Einsätze im Rennsport entwickelt. Der als Borgward 30 bezeichnete Motor leistete etwa 150 PS und wird in der Literatur nach den Maßstäben der 1950er-Jahre für ein „außergewöhnliches Triebwerk“ gehalten. Der Borgward 30 wurde 1958 und 1959 in verschiedenen Chassis bei europäischen Bergrennen eingesetzt; hinzu kamen Einsätze für das Team British Racing Partnership (B.R.P.) in der Formel 2. B.R.P.-Pilot Stirling Moss gewann mit einem Cooper-Borgward 1959 vier Rennen der Formel-2-Meisterschaft.
Der deutsche Rennfahrer Kurt Kuhnke übernahm im Sommer 1962 zwei Lotus 18, die zuvor von Wolfgang Seidel in der Formel 1 eingesetzt worden waren. Seidel hatte die Wagen jeweils mit Vierzylindermotoren von Coventry Climax gemeldet. Kuhnke ersetzte die britischen Motoren allerdings im Herbst 1962 durch den Borgward 30. Sowohl das Auto als auch der Motor galten 1963, vier bzw. sechs Jahre nach ihrer Konzeption, als veraltet. Unabhängig von Kuhnke entwickelten auch südafrikanische Teams Kombinationen aus dem Lotus 18 und dem Borgward-Motor; sie liefen bereits in der zweiten Hälfte des Jahres 1962 bei mehreren südafrikanischen Rennen.

## Renneinsätze

### 1963
Der erste Formel-1-Lauf, zu dem Kuhnkes Lotus-Borgward-Rennwagen gemeldet wurden, war der Große Preis von Rom im Mai 1963, der nicht zur Formel-1-Weltmeisterschaft zählte. Fahrer waren Kuhnke und Ernst Maring. Beide Fahrer qualifizierten sich nicht für das Rennen.
Eine weitere Meldung erfolgte zum Großen Preis der Solitude im Juli 1963, ebenfalls ein weltmeisterschaftsfreies Rennen. Kuhnke und Maring qualifizierten sich für die Rennteilnahme. Kuhnke schied bereits in der ersten Runde infolge eines Motordefekts aus. Maring kam als 16. ins Ziel, war dabei aber neunmal vom Sieger Jack Brabham (auf Brabham BT3) überrundet worden.
Zwei Wochen später meldete Kuhnke seinen Borgward-Lotus zum Großen Preis von Deutschland, dem sechsten Lauf der Formel-1-Weltmeisterschaft 1963. Es war die erste und einzige Meldung des Teams zu einem Weltmeisterschaftslauf. Kuhnke benötigte im Qualifikationstraining auf dem Nürburgring für eine Runde elfeinhalb Minuten, nahezu drei Minuten mehr als der Trainingsschnellste Jim Clark im Werks-Lotus 25. Damit verpasste Kuhnke die Qualifikation um mehr als eine Minute.
Eine Woche später erschienen Kuhnke und Maring mit ihren Borgward-Lotus beim 12. Kanonloppet im schwedischen Karlskoga, einem Rennen, das nach Formel-1-Regeln ausgetragen wurde, aber wiederum nicht zur Weltmeisterschaft zählte. Maring qualifizierte sich als Zehnter von 15 Teilnehmern. Im ersten Lauf kam er als Zehnter ins Ziel, im zweiten Lauf schied er infolge eines Fahrfehlers vorzeitig aus.

### 1964
Im darauf folgenden Jahr meldete B.K.L. beide Lotus-Borgward nur zum Großen Preis der Solitude. Fahrer waren Maring und der deutsche Hubschrauberpilot Joachim Diel, der hier unter dem Pseudonym „J. Parker“ antrat. Maring beendete das Rennen, bei dem er viermal überrundet worden war, als Zehnter und Letzter. Diel hingegen war einer von sieben Rennfahrern, die bereits kurz nach dem Start bei Unfällen auf regennasser Piste ausschieden.
Weitere Einsätze des B.K.L.-Teams gab es nicht.